# Forthing Jingyi X5
Forthing Jingyi X5 — выпускающийся с 2013 по 2021 год компактный кроссовер суббренда Forthing китайского автопроизводителя Dongfeng.

## Первое поколение (2013—2016)
Первое поколение автомобилей Forthing Jingyi X5 называлось в просторечии Dongfeng Fengxing Jingyi. Это компактвэн, выпускаемый компанией Dongfeng Liuzhou Motor под суббрендом Dongfeng Fengxing на базе Mitsubishi Grandis. Автомобиль оснащался 1,6-литровым двигателем мощностью 122 л. с. и крутящим моментом 155 Н·м в паре с пятиступенчатой механической трансмиссией.

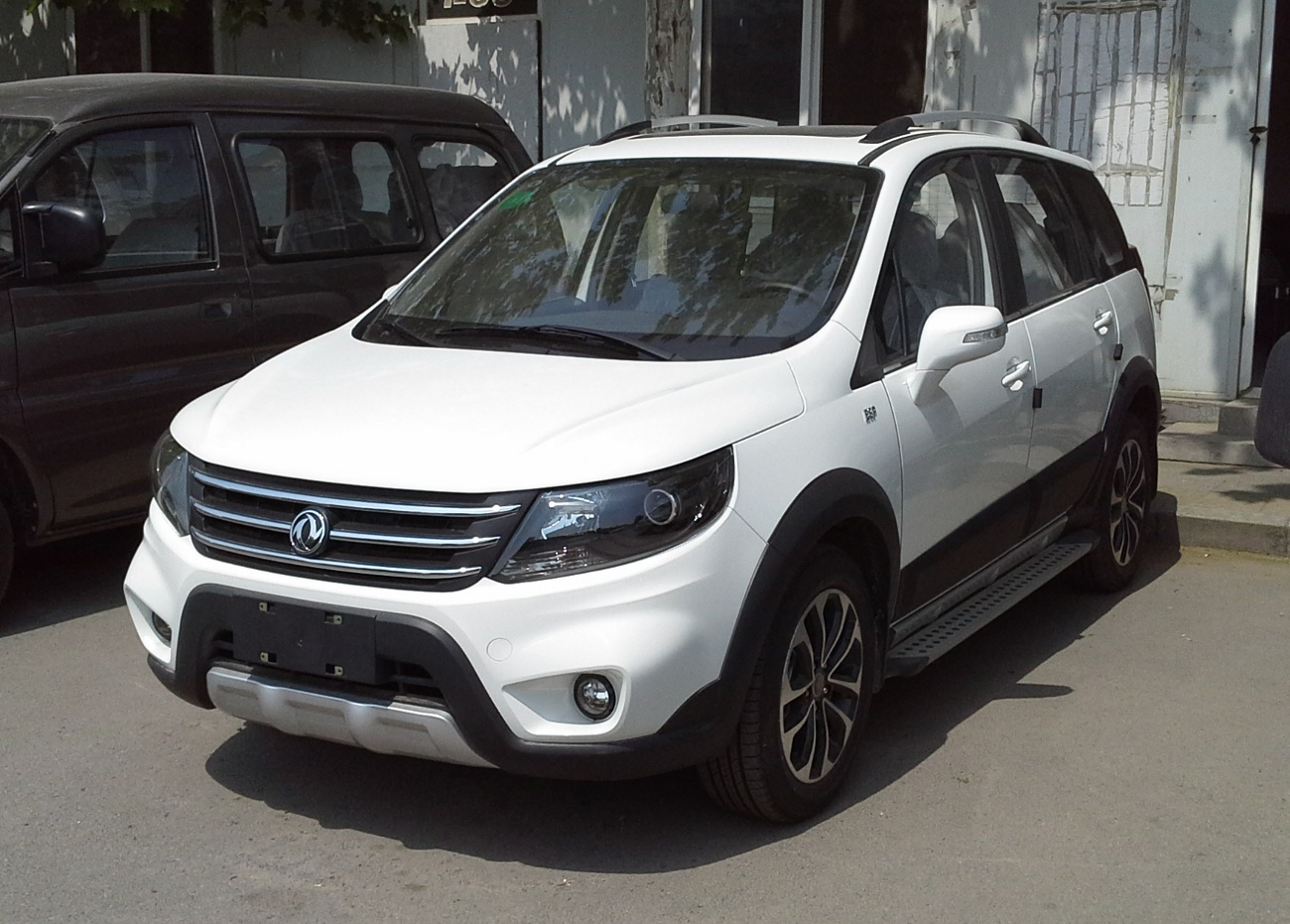
Dongfeng Fengxing Jingyi X5
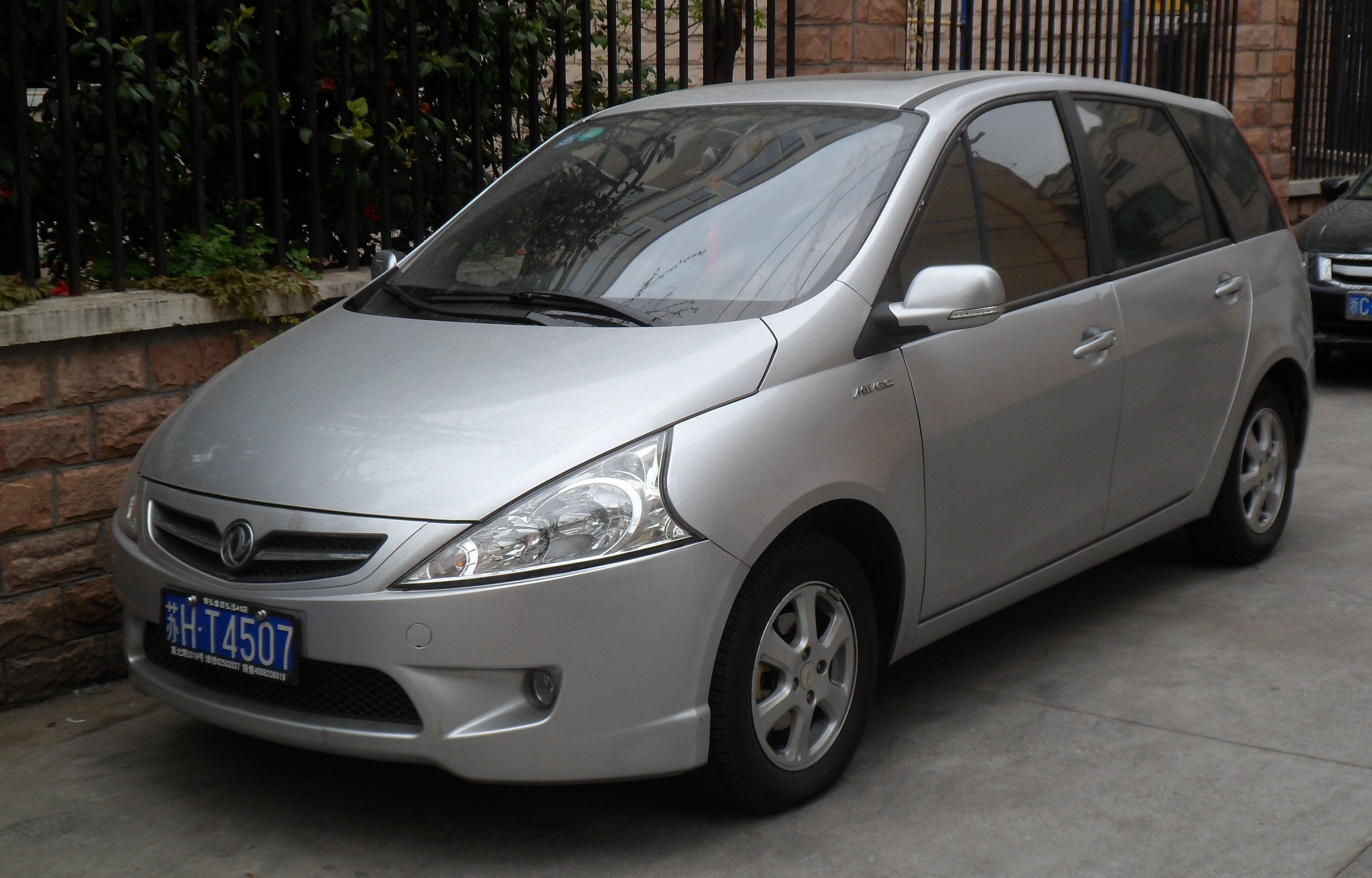
Вид спереди
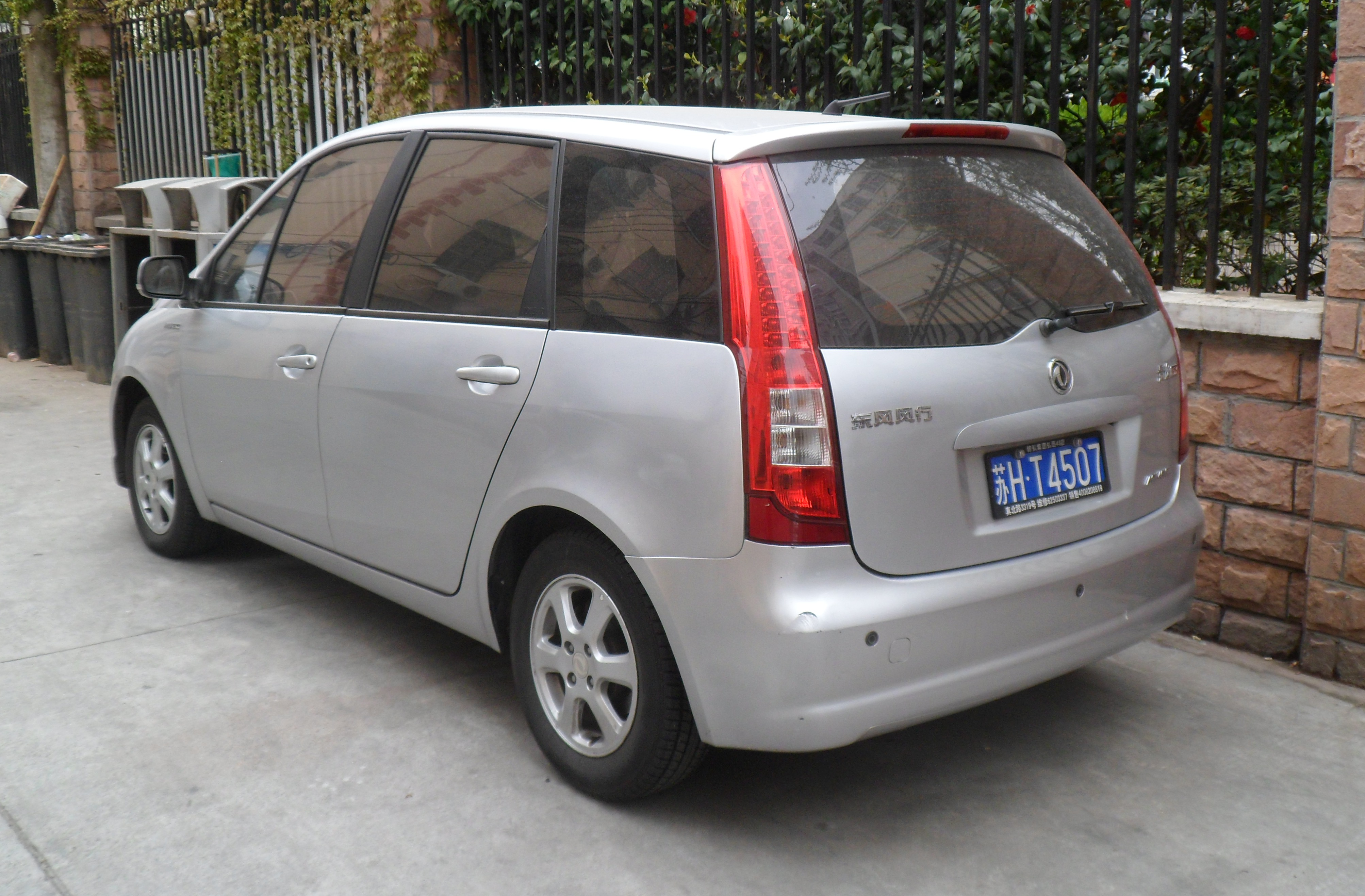
Вид сзади

Dongfeng Fengxing Jingyi LV являлся рестайлинговым вариантом Forthing Jingyi X5. Его цены варьировались от 99900 до 105900 юаней.

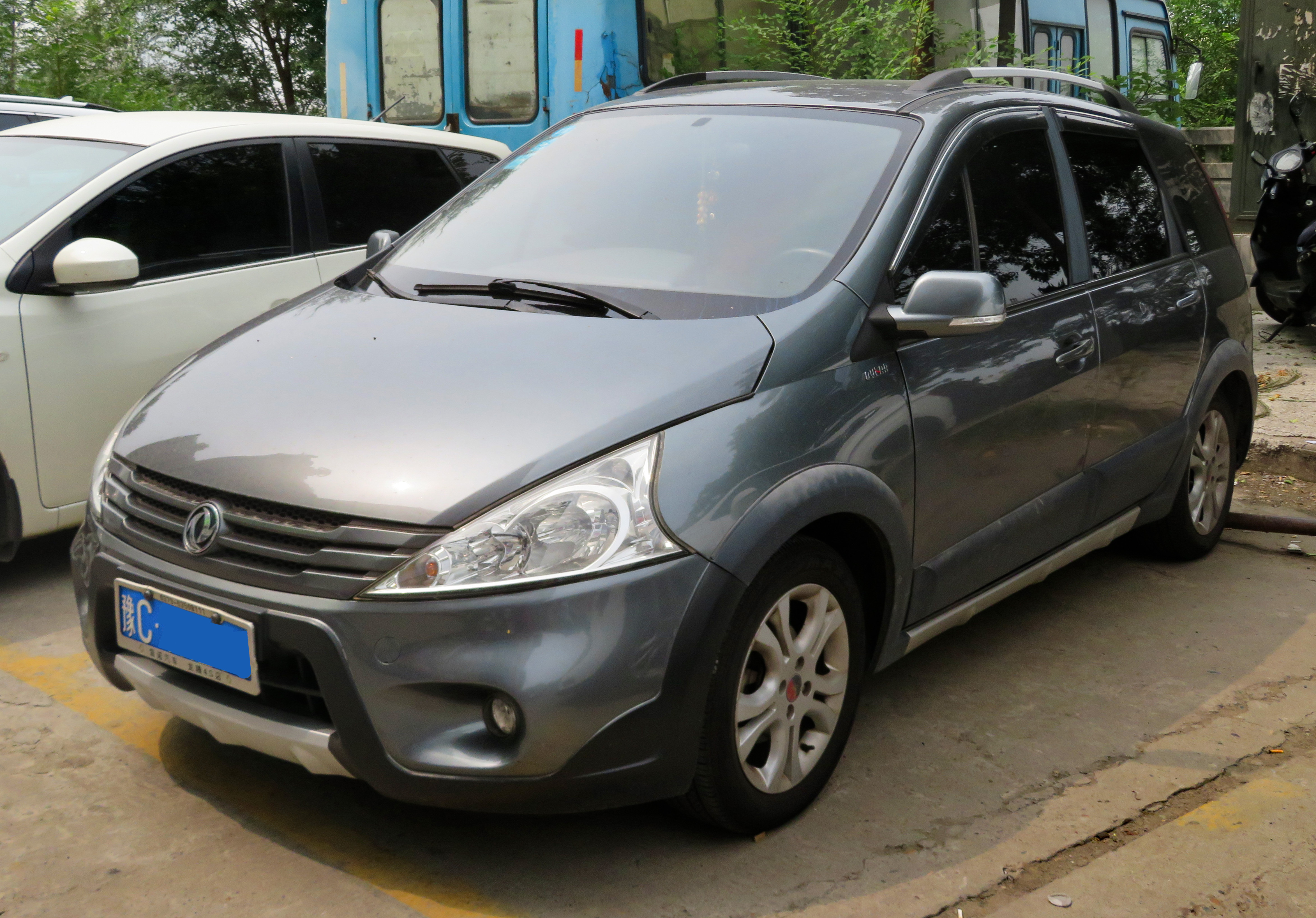
Dongfeng Fengxing Jingyi LV
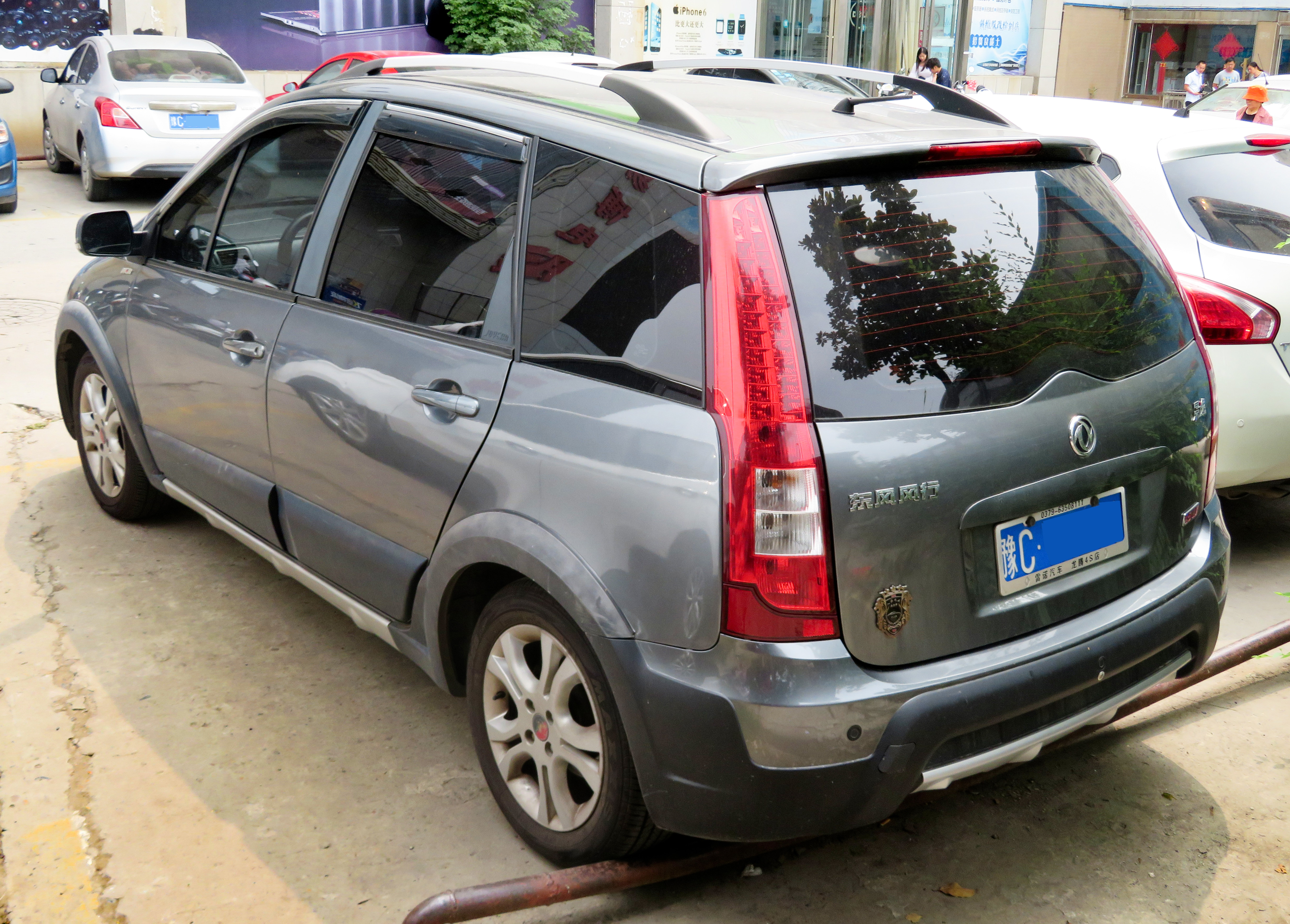
Dongfeng Fengxing Jingyi LV
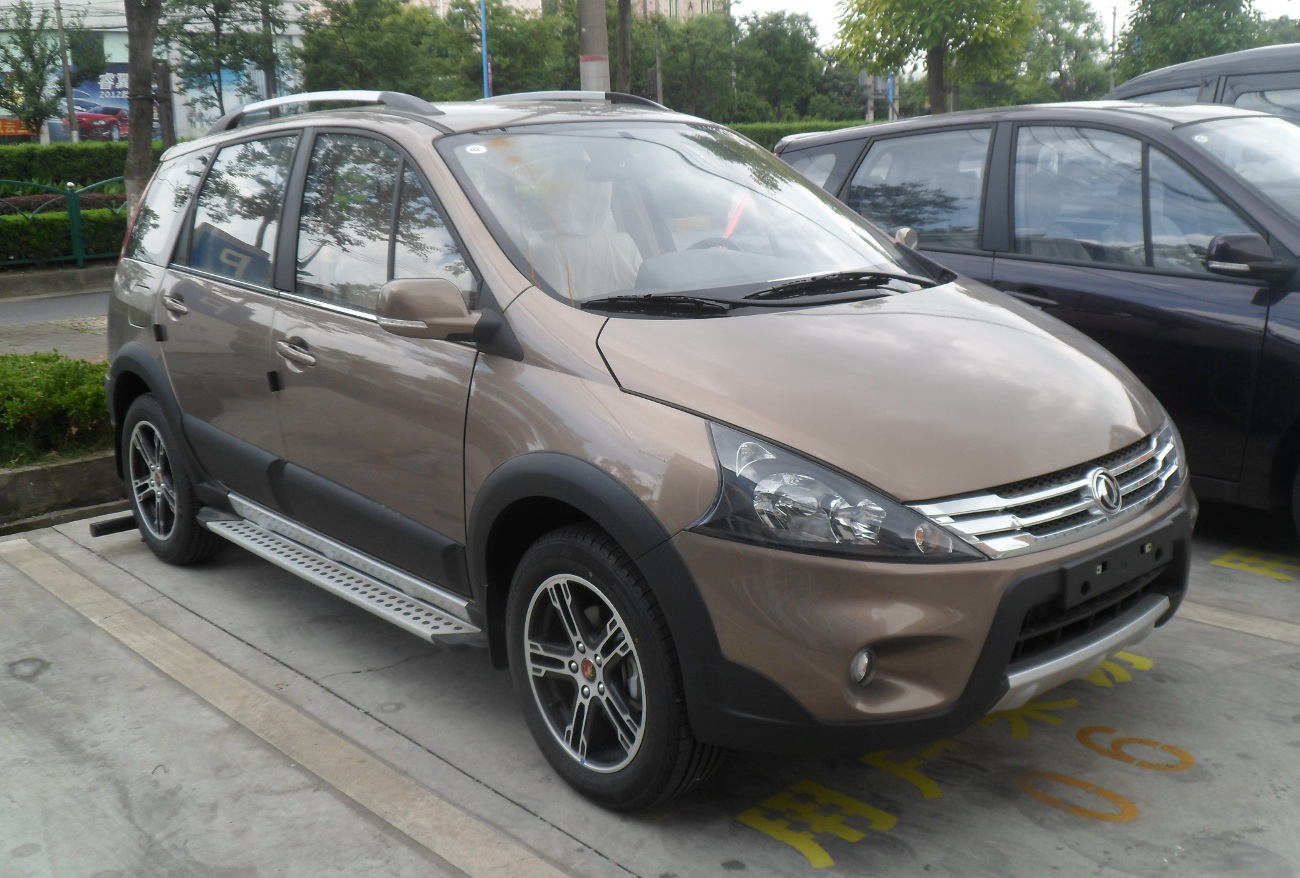
Dongfeng Fengxing Jingyi SUV
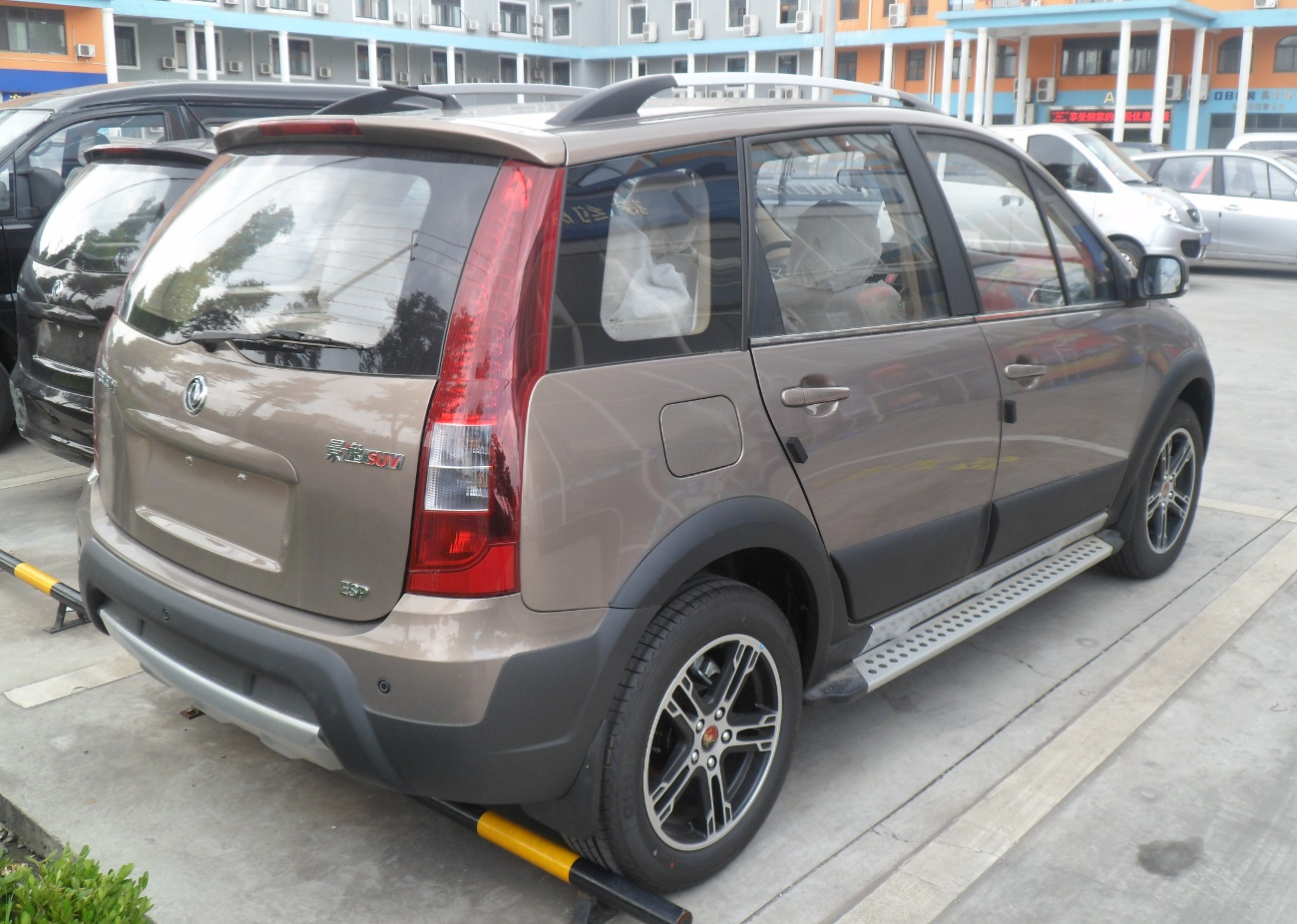
Dongfeng Fengxing Jingyi SUV
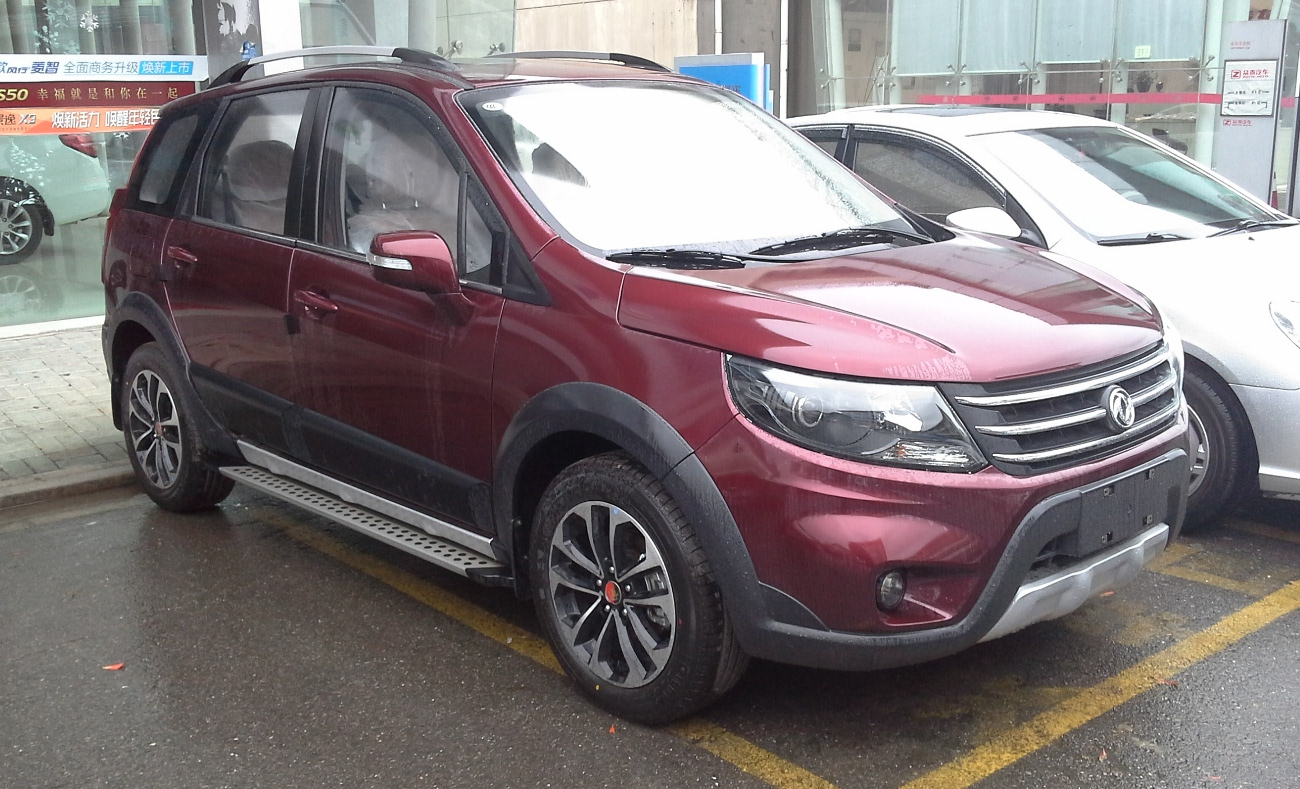
Dongfeng Fengxing Jingyi X5 (рестайлинг)

## Второе поколение (2016—2021)
Второе поколение автомобилей Forthing Jingyi X5 было представлено в ноябре 2016 года на автосалоне в Гуанчжоу. Автомобиль оснащался 1,6-литровым двигателем мощностью 122 л. с. и 2,0-литровым двигателем мощностью 147 л. с. Каждый двигатель сочетался в паре с пятиступенчатой механической трансмиссией или же с вариатором. Его цены варьировались от 89900 до 122900 юаней.

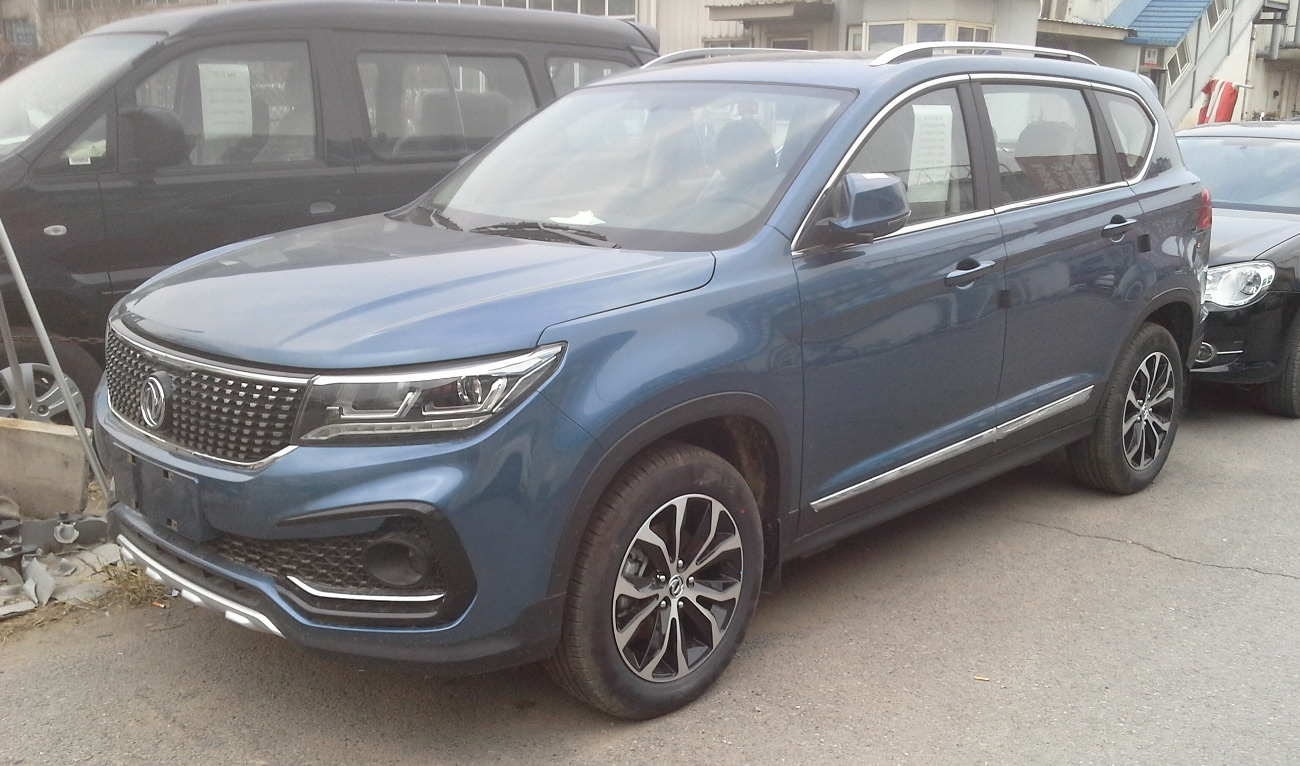
Dongfeng Fengxing Jingyi X5
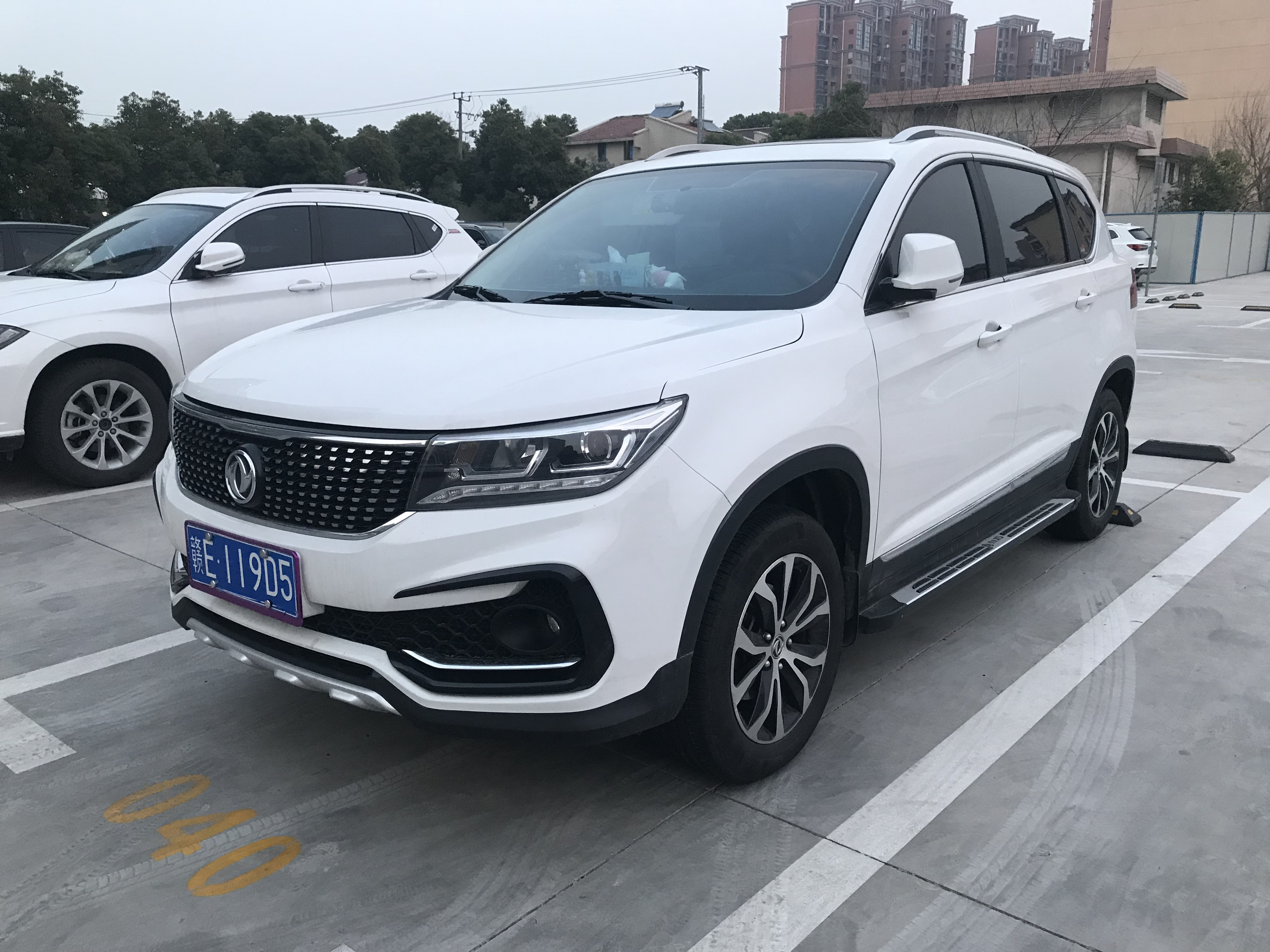
Forthing Jingyi X5
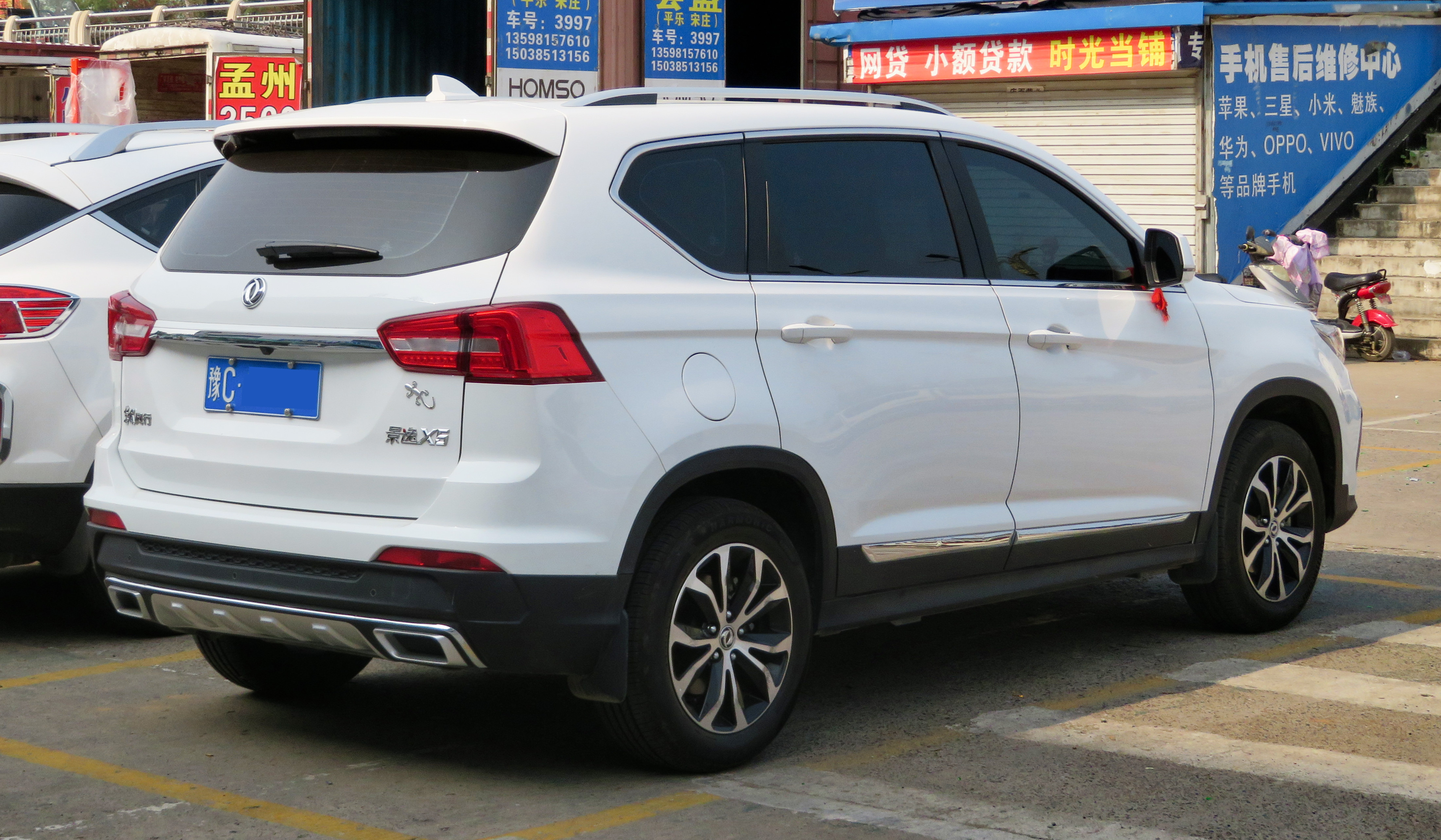
Forthing Jingyi X5
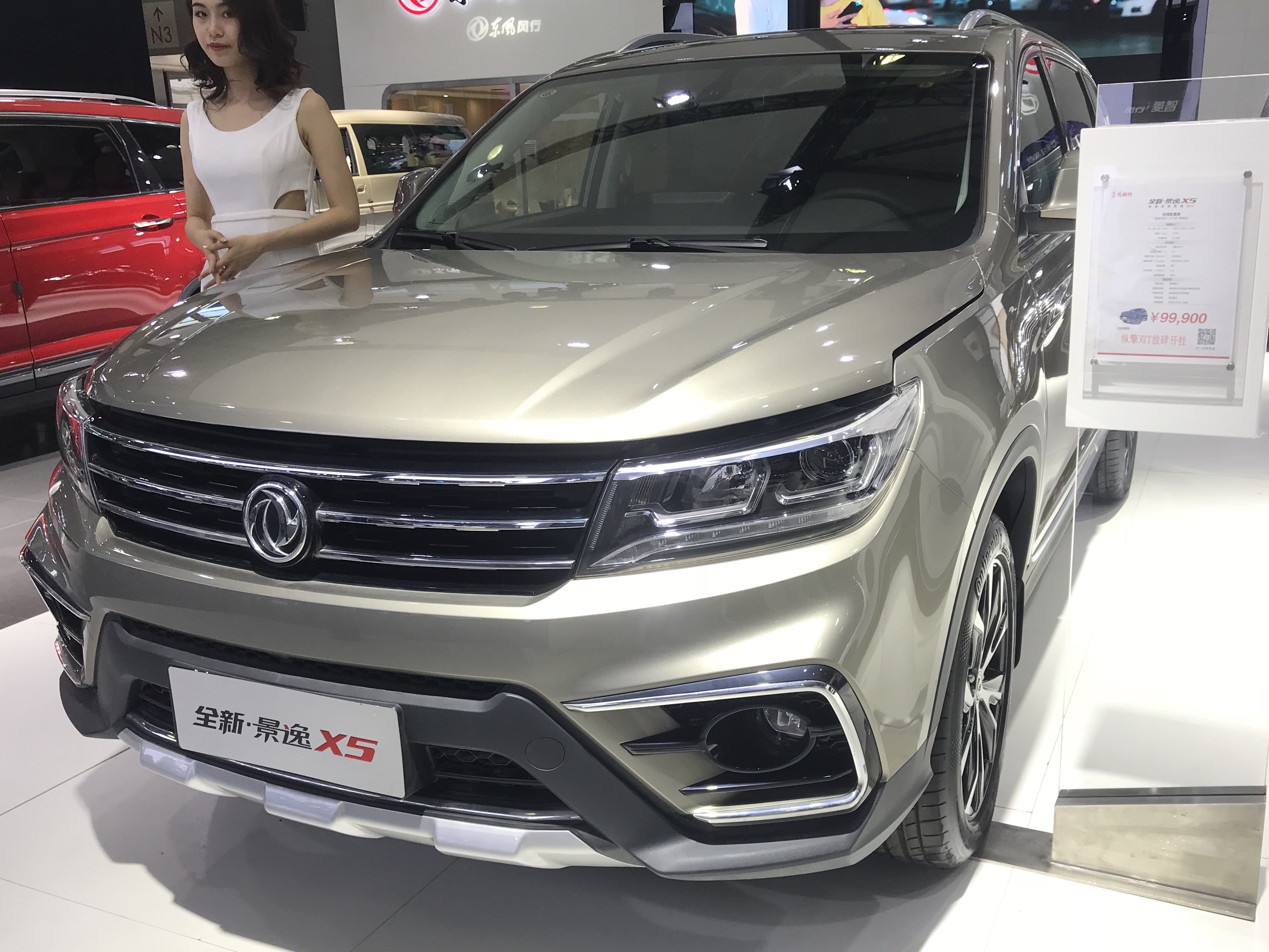
Forthing Jingyi X5